# Didier Petit de Meurville
Didier Petit, nacido François-Didier Petit de Meurville (Santo Domingo,[cita requerida] 6 de diciembre de 1793-Biarritz, 27 de abril de 1873) fue un diplomático y pintor francés.
Fue vicecónsul francés en Alicante desde 1848, y luego cónsul de Francia en San Sebastián de 1857 a 1872. Es uno de los fundadores de la Obra católica para la propagación de la fe. Ayudó al pretendiente al trono español Carlos de Borbón y otros carlistas durante su exilio en Francia.

## Biografía

### Su juventud
François Didier Petit de Meurville nace en Fonds-des-Nègres, Santo Domingo el 6 de diciembre de 1793. La familia Petit de Meurville era una antigua familia de la nobleza francesa. 
Su padre Francisco Ignacio Nicolás Petit de Meurville se auto calificó como barón de Meurville en 1789. Formaba parte de la lista de gentilhombres del distrito de Dijon convocados para la elección de los diputados de los estados-generales. Fue enviado a Santo Domingo como cónsul de Francia. Fallece durante la revolución de Haití en 1794, asesinado por los esclavos amotinados. También un hermano de la madre de Didier Petit fue asesinado en esta Revolución. 
Su madre Benita Victoria Marina Lemau de la Barre (1766-1839) quedó arruinada. Con sus dos hijos, y su hermana Carlota Francisca Lemau de la Barre, viuda de Duquesnay (1772-1828), se trasladó a Baltimore en 1794, junto con otros 1500 refugiados franceses que huían la revolución de Haití. Muy piadosa, entró en contacto con los Padres Sulpicios del Colegio universitario de Baltimore donde conoció a Guillaume-Valentin Dubourg, personaje clave para la continuación de los acontecimientos. Didier Petit fue enviado más adelante al colegio de Roanne, dirigido por los Jesuitas.
La familia de la viuda Petit, nacida en Villefranche-sur-Saône, vuelve a Francia cuando Didier Petit tenía diez años fijando su residencia en Lyon. La viuda Petit continuaba en relación con los misioneros de los Estados Unidos, sobre todo cuando sus dos amigos, los señores Dubourg y Flaget, fueron nombrados en 1815 obispos de las misiones de San Luis y de Kentucky, muy precarias en esa época. La viuda Petit intentó proporcionarles objetos de culto desde Francia, con el apoyo de la diócesis de Lyon. Ambos obispos habían escogido no sólo una persona conocida, también una mujer influyente, ya que la familia Lemau de la Barre era la más distinguida de la región de Lyon. Esta relación anunciaba ya la creación de la Obra para la propagación de la fe que tendrá un importante papel en la historia de las misiones católicas.

### La propiedad de la Sablière

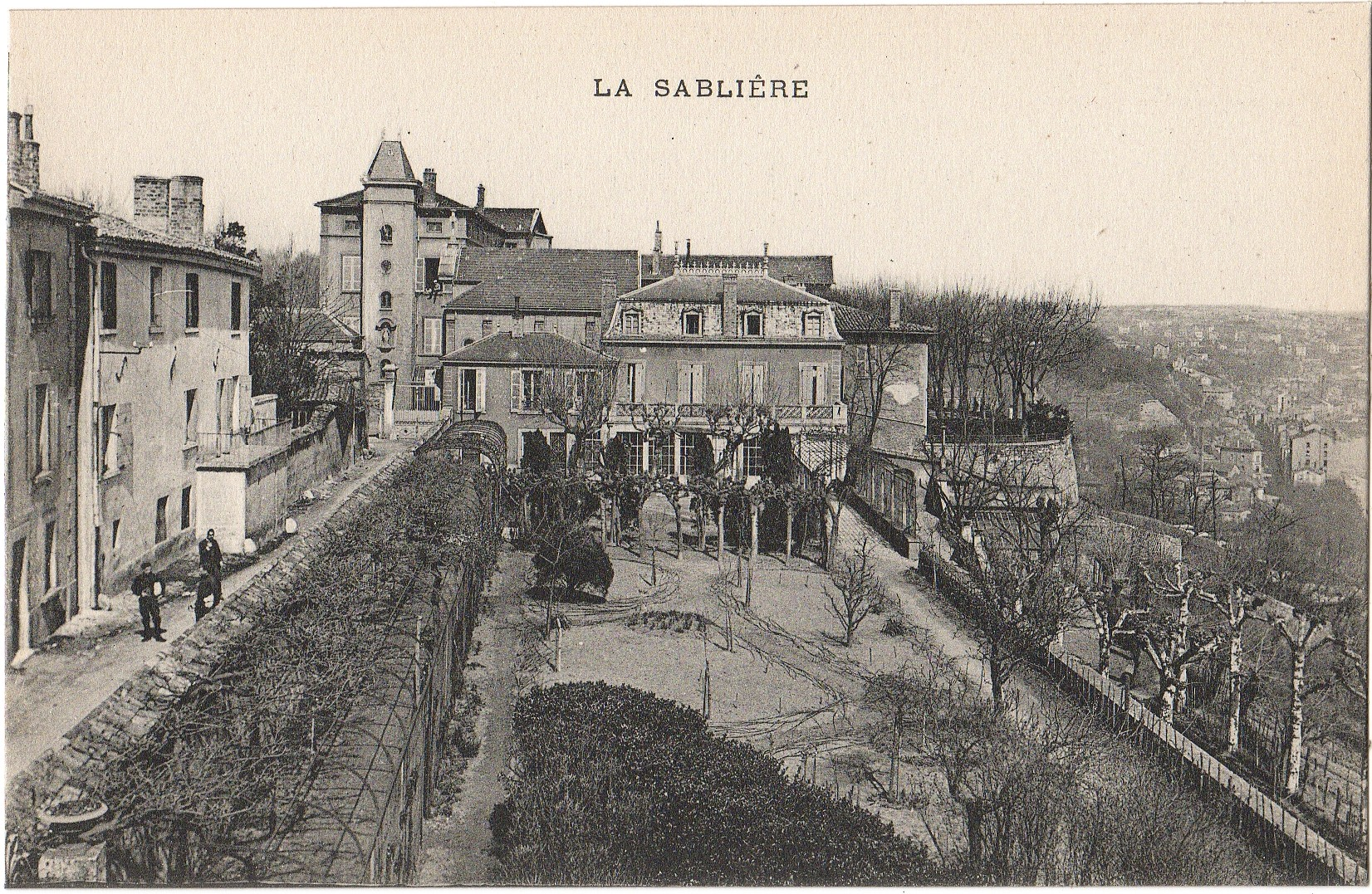
La Sablière hacia 1910, sita en Caluire-et-Cuire en Bissardon. Didier Petit de Meurville vivió allí de 1808 a 1847.

A su llegada a Lyon la familia se instaló en un inmueble de la calle Marronniers, donde residieron hasta la venta de todo su patrimonio en los años 1840. Las viudas hermanas Petit y Duquesnay compraron en 1808 a la condesa de Hautepierre y de Neuville en Bresse, la propiedad de la Sablière en Caluire-y-Cocer, que Didier Petit aumentó con un segundo edificio en los años 1830. Residió allí hasta 1847, con su descendencia, su madre, y sus cinco criadas. La Sablière, un inmueble del siglo XVII, estaba dividida en dos por la calle de la Orangerie. Una parte pertenecía a la viuda de Petit, su madre, mientras que la otra parte pertenecía a su tía materna viuda de Duquesnay. A la muerte de su tía en 1828, heredó la finca sobre la que hará construir la casa actual. En 1837 su madre, ya mayor, le dona su propiedad. En menos de diez años se convierte en gran propietario por estas herencias sucesivas. La residencia noble ha conservado en su planta baja un hall de entrada de época que servía de comedor y un gran salón, estilo Segundo Imperio, de los arquitectos Farfouillon (años 1850-1860), y Girard (1892). No sorprende que un artista como él, mandase construir una casa orientada sobre los puentes de Lyon con una terraza adelantada, para obtener una vista artística sobre la ciudad y el valle de Ródano. La naturaleza arenosa de la tierra que dio su nombre a la propiedad obligaba a los dueños a trabajos para asentar el terreno. M. Pierre Gayet, que construyó la Orangerie que llevará su nombre, fue obligado a adquirir en 1818, una parte de la Sablière a las viudas Petit y Duquesnay, con el fin de asegurar estos trabajos, y de evitar conflictos vecinales. Mientras se establecían los lindes definitivos entre ambas propiedades, se levantó un seto que duró hasta 1836. La propiedad de la Sablière pertenece hoy en día a los descendientes de un rico industrial de terciopelo, que la compró en 1849, dos años después de la salida de su famoso ocupante. Es hoy, en Francia, el único patrimonio material existente de Didier Petit de Meurville.

### Un gran coleccionista de arte, la venta de su patrimonio
Didier Petit de Meurville era decorador de iglesias, según las escrituras notariales conservadas en la Sablière, y uno coleccionistas de arte religioso más importante de Francia. Apasionado del arte, reúne una colección de 810 piezas antiguas de gran valor en menos de seis años: pinturas, marfiles, manuscritos… 
Conocía también perfectamente la historia y la técnica del esmalte, y compartió todo su saber en una nota que prologaba el catálogo de sus objetos de arte. En 1843 publicó un inventario de su colección, valorada en 120 000 francos de la época (1 millón de euros aproximadamente).
Su reputación de coleccionista le permitió asistir a salones de intelectuales más o menos célebres, y visitaba grandes exposiciones en Francia y en Europa. Era un gran conocedor del arte del Renacimiento, y valoraba otros gabinetes de antigüedades, como el de M. Commarmond, coleccionista de Lyon. Presidió por tres vez la asamblea general de la Sociedad de los Amigos de los artes de Lyon en 1837, 1838 y 1839, en la que era el vicepresidente.
A principios de la década de 1840 tuvo problemas financieros con su negocio. Se vio obligado a vender parte de su colección en París en marzo de 1843, pues la ciudad de Lyon se negó a salvarla, como demuestra una carta conservada en la biblioteca municipal de Lyon fechada el 13 de diciembre de 1842. La prensa esperaba que el ayuntamiento de Lyon adquiriese toda la colección, y quedó decepcionada por el anuncio de su dispersión. Didier Petit fue incluso víctima de una estafa por la venta de uno de sus objetos en un precio inferior al que lo compró (503 francos contra 2.000 francos). A pesar de todo, el alcalde de Lyon, Jean-François Terme, le compró tres obras, incluido el gran tríptico que actualmente se exhibe en el Museo de Bellas Artes de Lyon. En 1837 tuvo que pactar un préstamo con su amigo Benoît Coste, corredor de bolsa, por 180.000 francos (1,5 millones de euros), hipotecando la Sablière. Este préstamo finalizaba en 1843, pero al fallarle el negocio de su empresa, comenzó vendiendo sus activos a partir de esa fecha, incluido el terreno de la Cours d'Herbouville con la Orangerie Gayet. Trató de conservar la propiedad familiar hasta el final, pero fue expropiada en 1847. Tras la venta de su patrimonio, se instaló en el apartamento de su madre, calle St Joseph no 4, hasta que las nuevas perspectivas le llevaron a España.

### Manufactura de bordados y textiles Didier Petit et Compagnie. El telar de Jacquard.

Joseph Marie Jacquard.

Joseph Marie Jacquard - reverso

Didier Petit de Meurville dirigía una manufactura de bordados y tapices, establecida en el n.º 29 del antiguo muelle de Retz. Esta fábrica era conocida en Francia por la riqueza de sus telas. Para la decoración de las telas de su manufactura, se inspiró en su colección de  obras de arte. Tuvo el honor de confeccionar decoraciones bordadas en oro para la jura de Carlos X en 1825. El duque de Orleans, futuro Rey Luis Felipe I de Francia, visitó su manufactura el 16 de julio de 1826. Parece que no descuidaba tampoco la moda femenina, pues fabricaba también cintas de seda para cinturones de mujer, junto con otras telas para vestidos. La exposición celebrada en Lyon en 1827 lo recompensó con una medalla de plata. Las decoraciones que producía Didier Petit & Compañía se mencionan a menudo en la prensa de Lyon del siglo XIX. 
El telar de Jacquard utilizado por Didier Petit et Compagnie era en aquellos años el equivalente en 2D a las impresoras 3D de comienzos del siglo XXI. Mediante fichas perforadas se automatizaba la fabricación de tapices y bordados, produciendo series de objetos. La dificultad estaba en la programación. Con su carácter innovador, Didier Petit llevó al extremo la capacidad de los telares Jacquard, elaborando piezas en seda que eran verdaderos cuadros de pequeñas dimensiones.

En 1839 elaboró un retrato tejido de Jacquard, inspirado en un diseño  del pintor Bonnefond, considerado como la imagen más famosa de la historia de la computación. Se conservan actualmente unos veinte ejemplares en diversos museos y colecciones particulares. Este bordado, de 43 x 34 cm, necesitaba unas 24.000 fichas perforadas. El  tiempo calculado para la programación del telar en fichas perforadas era de unas 1.000 horas. Cada retrato se podía fabricar en solo uno o dos días. Se utilizaban 40.000 fichas perforadas por cada 20 pulgadas de tejido, con una resolución equivalente a 200 puntos por pulgada. 

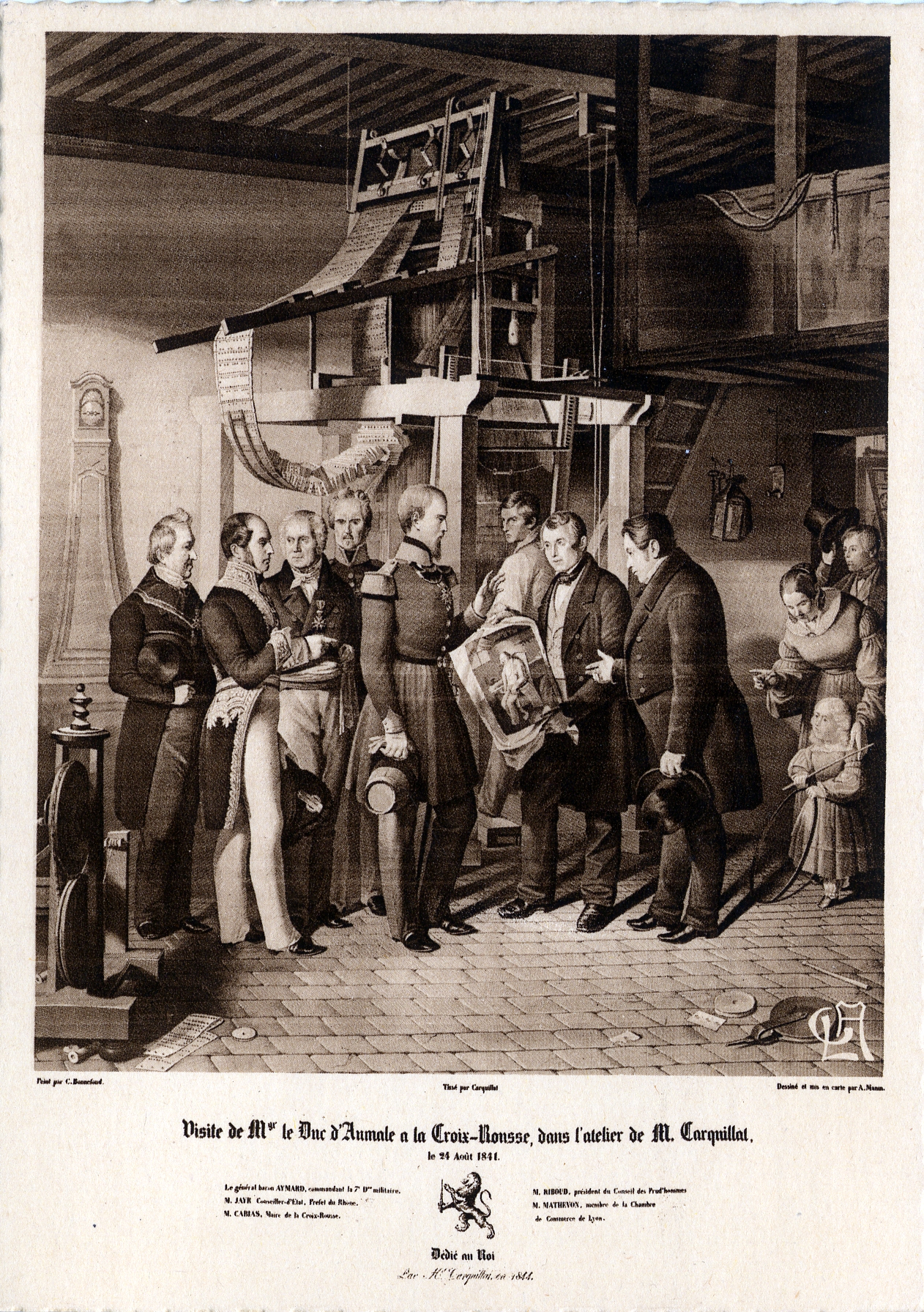
Cuadro tejido en seda en la manufactura "Didier Petit et Cie" en 1841

En el "Panorama de l'industrie française" de 1839 se menciona esta obra, con el siguiente texto:  

Monument élevé à Joseph-Marie Jacquart, de Lyon, inventeur de la mécanique qui porte son nom. M. Didier Petit et Cie ont pensé qu'il convenait d'élever un monument à ce célèbre mécanicien au moyen des seules ressources qu'offre cette invention. Ils ont, en conséquence, fait exécuter sur un fond gros grain blanc le portrait de Jacquart, d'après le tableau de M. Bonnefond, en imitant autant que possible la gravure. Jacquart est représente assis, au milieu de son atelier devant sa mécanique, et entouré de tous les ustensiles et objets relatifs à son art. Au bas de ce tableau on lit l'inscription suivante:
A LA MÈMOIRE DE J.-M- JACQUART.
TRIBUT D'HOMMAGE DE DIDIER PETIT ET COMPAGNIE, DE LYON 

Uno de estos retratos fue adquirido en 1840 por Charles Babbage, que había seleccionado en 1836 el sistema de fichas perforadas del telar de Jacquard para  programar su máquina analítica, precursora de los computadores actuales. Ada Lovelace consideraba que la máquina analítica y el telar de Jacquard vienen a hacer lo mismo: 
"Puede decirse que la primera teje dibujos algebraicos, del mismo modo que el telar de Jacquard teje flores y hojas".
La manufactura Didier Petit et Cie realizó también otros retratos, como un cuadro tejido en seda en 1841, de 111 x 84 cm, en el que se puede observar la fabricación del retrato de Jacquard en su telar.  El cuadro, diseño también de Bonnefond, se titula Visite de Mgr le Duc D'Aumale à la Croix-Rousse, dans l'atelier de M. Carquillat, le 24 Août 1841. En el centro del cuadro en segundo plano vemos a Didier Petit de Meurville, y al "tejedor" Carquillat con un pie  en el pedal del telar. A la derecha se ve a la mujer de Didier Petit con una de sus hijas. Saludando con su sombrero en la derecha de la imagen, el "diseñador-programador" Manin. Quedan unos pocos ejemplares de esta obra en museos y colecciones particulares.

### Un legitimista importante
La Primera Guerra Carlista asolaba España (1833-1840). Los partidarios de la joven princesa Isabel, apenas coronada reina, entran en conflicto con los de su tío Carlos María Isidro de Borbón. Ya en 1840, Didier Petit ayudó al pretendiente al trono Carlos de Borbón a exiliarse en Bourges, Francia. También ayudó a algunos carlistas con los que había entrado en contacto a través del padre Cirilo, arzobispo de Cuba. En ese momento, les hizo una serie de retratos en su propiedad de La Sablière en Caluire et Cuire cuando acudían como invitados, en Bourges o incluso en Aix-les-Bains. Estos generales tenían poca libertad en Francia, ya que eran vigilados por las autoridades, como lo demuestra la prensa lionesa del siglo XIX, muy severa con ellos. Sólo los legitimistas franceses dieron la bienvenida a los carlistas, y la Sablière fue uno de estos lugares de refugio. La propiedad se convirtió entonces en un importante lugar de paso para los principales líderes carlistas, con invitados de prestigio como: 

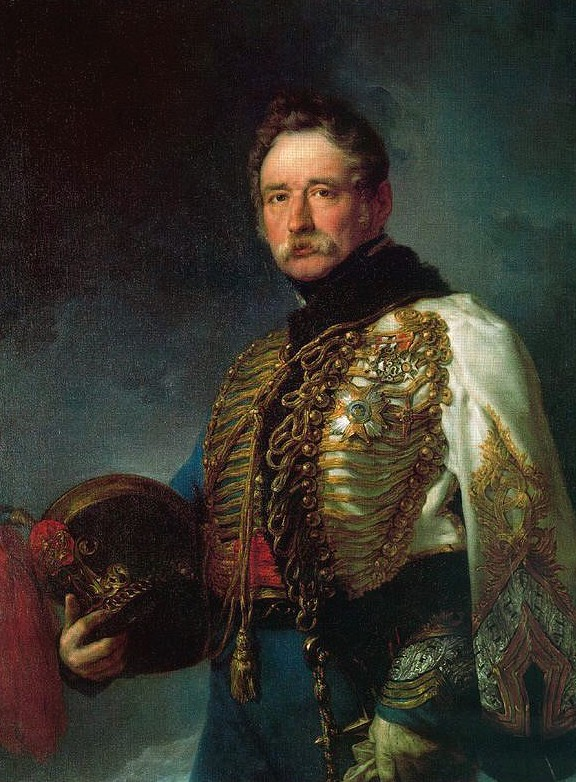
Vicente López y Portaña, El General y Ministro de España Juan de Zavala y de la Puente, que fue invitado a la Sablière en 1846.

- el general Cabrera en 1840, poco después de su liberación de la fortaleza de Ham, en la que era compañero de celda de Louis-Napoleón Bonaparte, el futuro Napoleón III;
- El general Arnaud en 1840. Es probable que las dos hermanas del general Cabrera hayan sido invitadas, porque Didier Petit las retrató en Lyon cuando viajaban a Bourg en Bresse, una como esposa de Arnaud. y otra como esposa del general Polo;
- la marquesa de Digoine del Palacio invitada en 1840, que aunque era francesa, apoyaba a los carlistas en España;
- el general Vargas en 1842;
- el general Irujo en 1844;
- el general y ministro de España Juan de Zavala y de la Puente en 1846..

Invitó también a Lyon a muchos grandes carlistas, como el general Alzaa y el general Zariategui en 1840. Conocía también a todos los miembros de la familia real de España, retratándoles en Bourges en 1840 y en Aix-les-Bains en 1846.
El pretendiente Carlos V le otorgó en 1845 el título de vizconde del Amparo para agradecerle su ayuda y su amistad. También fue padrino de uno de los hijos de Didier Petit de Meurville. Previamente, como legitimista francés, Henri d'Artois, conde de Chambord, fue padrino de otro de sus hijos. 

### Diplomático y artista en España: Alicante (1848-1857) y San Sebastián (1857-1872)
En 1848, una vez vendidas todas sus propiedades en Francia, es nombrado vicecónsul de Francia en Alicante por Lamartine, ministro de Asuntos extranjeros. Desde junio de 1857 es cónsul de Francia en San Sebastián, hasta su jubilación en 1872. Fue condecorado con la Orden de Carlos III de España por haber servido fielmente a la corona, y recibió también la Legion de Honor. Didier Petit de Meurville falleció por apoplejía el domingo 27 de abril de 1873 en Biarritz.
Fernando Altube escribió un cuidado libro dedicado a la obra pictórica de Didier Petit de Meurville. Contó con la colección Javier Satrústegui Petit de Meurville, biznieto de Didier, cedida para la publicación por sus hermanas. El tema empresarial que más le preocupa como cónsul y como artista, y al que dedica muchas obras, es la línea ferroviaria Irún-Madrid. De nuevo la innovación y la modernidad, como en Lyon con el telar de Jacquard. Quizás ahora también en su papel de informante del gobierno francés.
Son numerosas sus acuarelas y gouaches, dibujos y pinturas de paisajes, de la ciudad y de sus alrededores. Apasionado de la flora de la provincia, realizó tres Cuadernos con dibujos y acuarelas.
El "Album del Siglo  XIX"  de La Diputación Foral de Guipúzcoa contiene más de 500 obras de Didier Petit de Meurville, como las que se pueden ver a continuación. 

Algunas obras de Didier Petit de Meurville
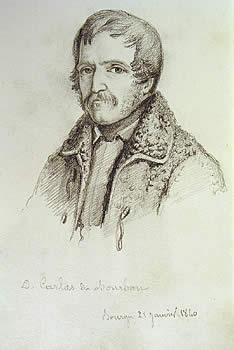
Carlos V de Borbon (1840), pretendiente al trono de España.
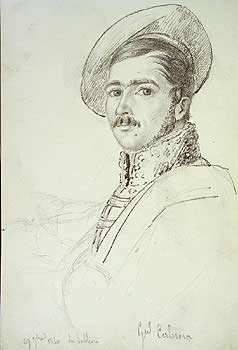
El General Cabrera (1840) retratado en la Sablière.
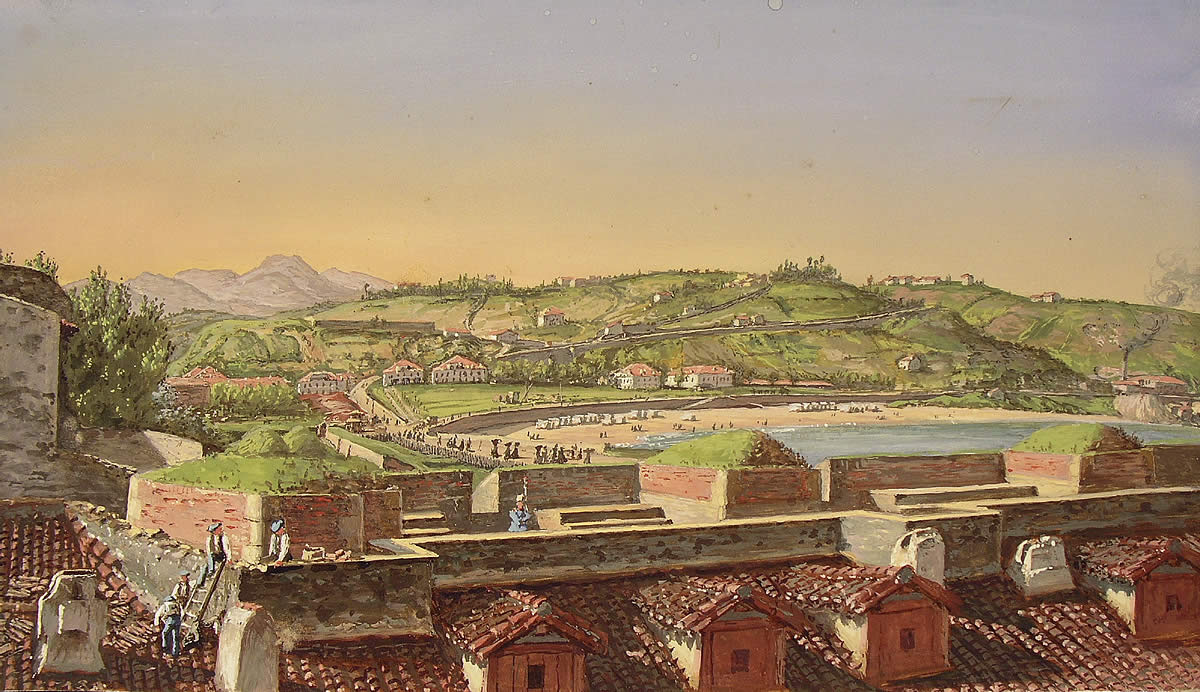
Donostia - San Sebastián (años 1860).
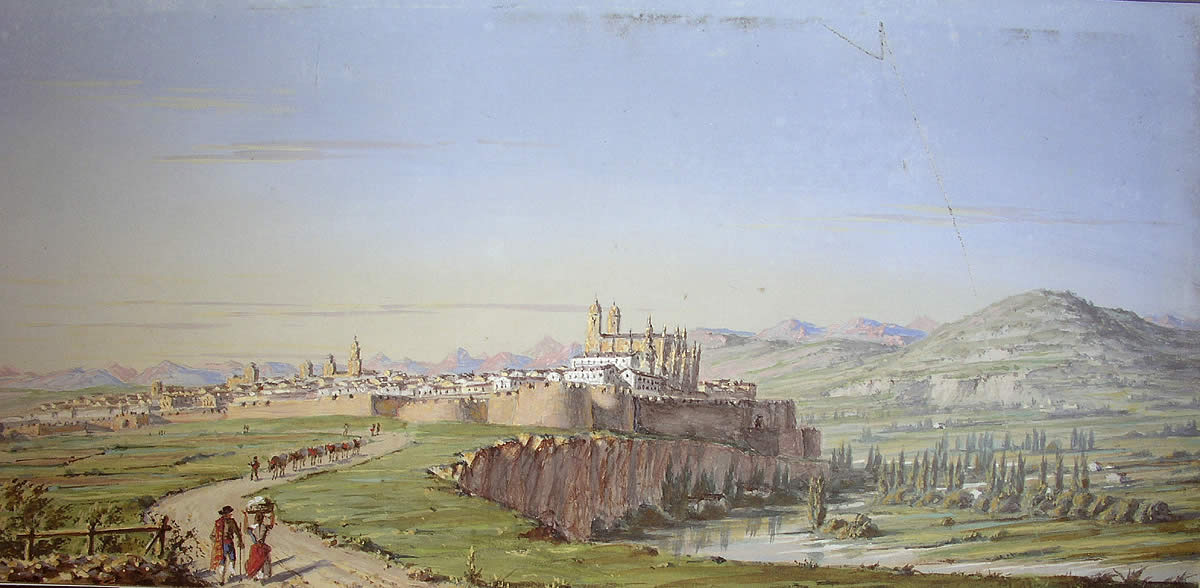
Alrededores de Pamplona (años 1850)
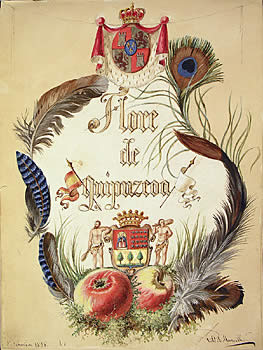
Cubierta del primer álbum de La flora de Guipúzcoa (1858)
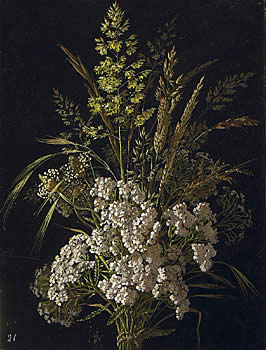
Flores de Guipúzcoa

### Matrimonio y descendencia
En 1823 se casa en Lyon con María Victoria Francisca Bérard (1804-1887), una joven de familia acomodada dedicada al negocio textil. Tuvieron numerosa descendencia
- María Juana Petit de Meurville (nac. 08/09/1824)
- Gabriel Petit  de Meurville (1825)
- Rafael Petit de Meurville (1826)
- Francisco Javier Petit de Meurville (1828), agente vice-consular en Torrevieja
- Marie Charlotte Petit de Meurville (1830)
- María Josefa Luisa Victorina Petit de Meurville (nacida el 9 de enero de 1832 en Caluire-y-Cocer)
- Fernando Petit de Meurville (1833);
- Enrique Jorge Petit de Meurville (nac. 21/09/1835), casado con María Ribed. Canciller del consulado general de Francia en Venezuela, cónsul de Francia en Pamplona, cónsul de Francia en Tampico, México, donde falleció en 1882
- José Petit de Meurville
- Didier Petit de Meurville
- Exupere-Louise Petit de Meurville
- Carlos Enrique Luis Petit de Meurville (Lyon, 12 de septiembre de 1841 - 24 de abril de 1927), hombre de letras. Escribió un relato de viaje en 1874: Blancos y negros: Excursión en pays carliste[26]
- Henri Petit de Meurville
- Louise Petit de Meurville